# Napeogenes tolosa
Napeogenes tolosa är en fjärilsart som beskrevs av William Chapman Hewitson 1855. Napeogenes tolosa ingår i släktet Napeogenes och familjen praktfjärilar. Inga underarter finns listade i Catalogue of Life.

## Bildgalleri

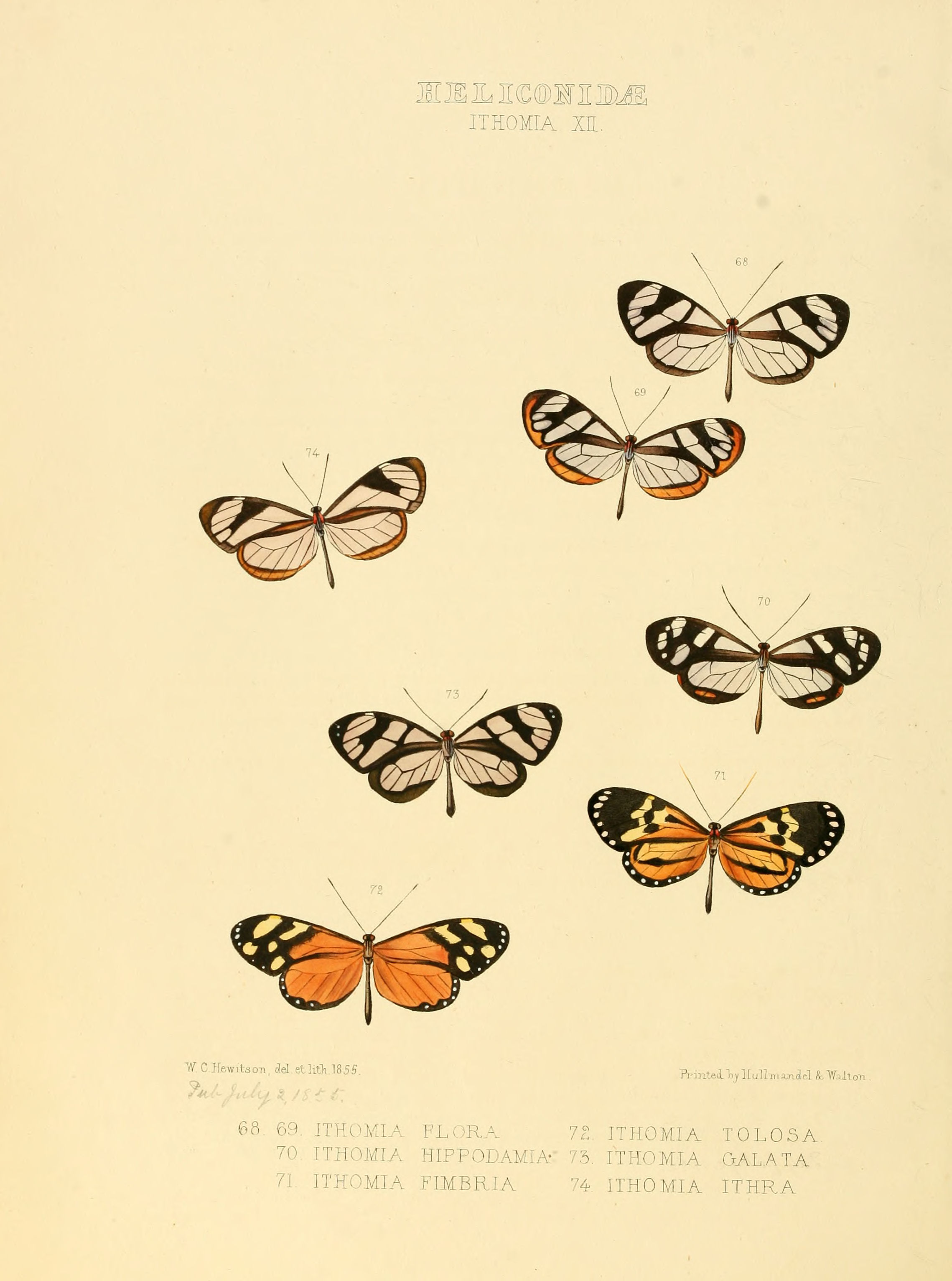
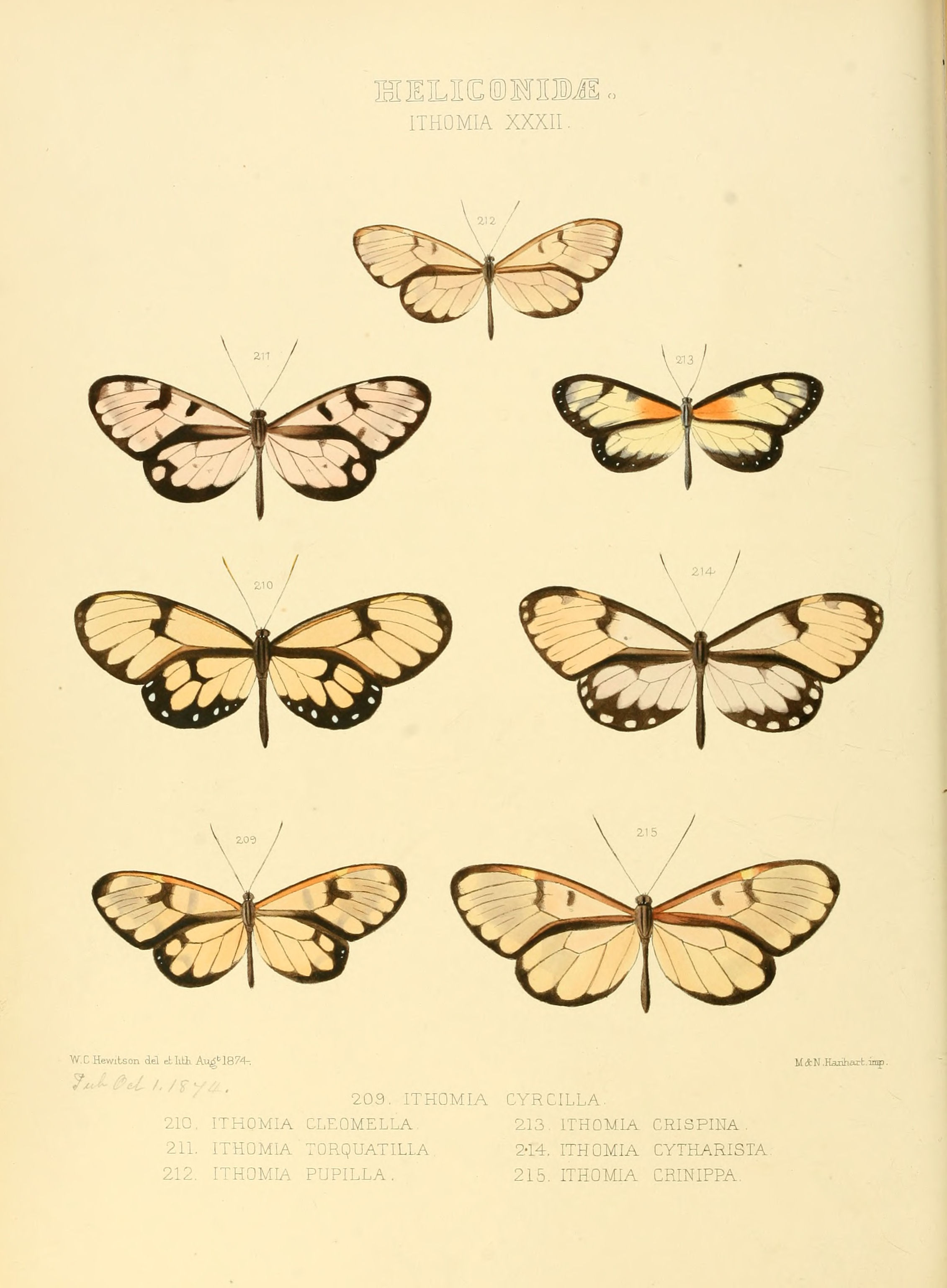